# 耶纳德·梅亚德
耶纳德·梅亚德（Jernade Meade，1992年10月25日—），是一名英格兰足球运动员，司职左边锋或左后卫，目前效力英格兰足球超级联赛球队史雲斯。

## 俱乐部生涯
梅亚德出生于英格兰卢顿，自幼在周日联赛球队布拉明恩（Bramingham FC）踢球 2004年8月，11岁的梅亚德被英格兰足球超级联赛球队阿森纳的球探发掘并加盟球队。他首先是踢左后卫位置，之后位置前移，司职球队的左边锋。 在2011/12赛季，他为阿森纳预备队出场19次，位列球队第三位，仅次于和。 在这个赛季中，他曾经在联赛杯和博尔顿的比赛曾经进入一线队的替补名单，但没有上场。
梅亚德在2012/13赛季的季前赛中表现抢眼，并在联赛杯阿森纳加时赛7比5逆转雷丁比赛第105分钟替补受伤的出场，首次为一线队在正式比赛亮相。 12月4日，他在2012/13賽季歐洲冠軍聯賽小组赛最后一轮阿森纳客场1比2不敌担任左后卫，首次代表球队首发出场。
2013年5月30日，阿仙奴宣佈有10名青年球員於6月30日約滿後不獲新合約可於7月1日開始自由轉會，梅亚德是其中之一。
2013年7月16日，英超球會史雲斯宣佈簽入20歲的梅亚德，合約為期一年。